# Cornelis Hubertus Carolus Grinwis

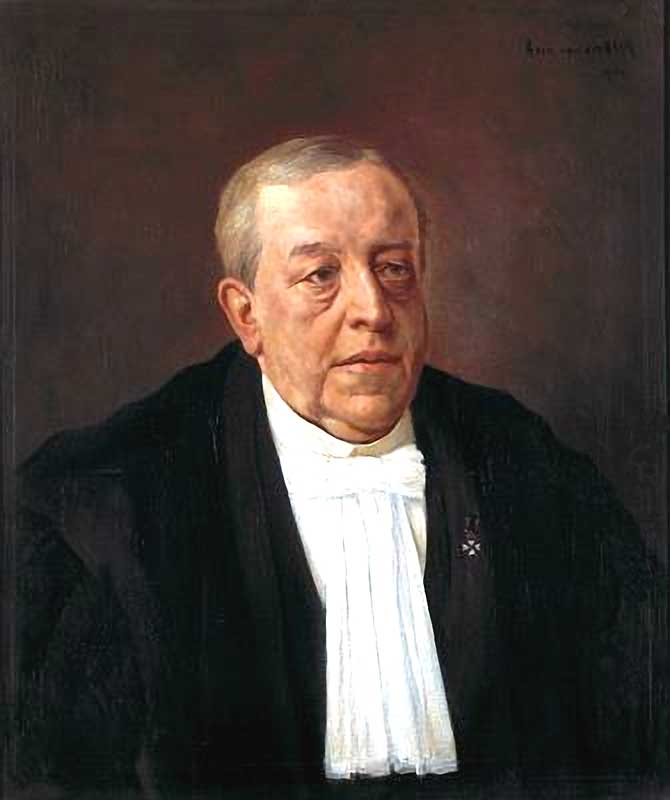
Cornelis Hubertus Carolus Grinwis

Cornelis Hubertus Carolus Grinwis (* 9. März 1831 in Haarlem; † 25. Dezember 1899 in Baarn) war ein niederländischer Mathematiker und Physiker. 

## Leben
Er war der Sohn des Pieter Thomas Grinwis und dessen Frau Wilhelmina Josina Fullink. Grinwis studierte seit dem 26. Juli 1853 an der Universität Utrecht und promovierte mit dem Thema Specimen physicomathematicum de distributione fluidi electrici in superficie conductoris am 3. Juli 1858 zum Doktor der Philosophie. Bereits 1857 war er Lehrer für Mathematik am Gymnasium in Deventer geworden und er wechselte in gleicher Funktion 1859 an das Gymnasium in Delft. Per königlichem Erlass wurde er am 23. April 1861 Dozent der Physik an der königlichen Akademie für bürgerliche Ingenieure in Delft und am 29. Juni 1864 war er als Professor an der neugegründeten Polytechnischen Schule tätig. 
Am 21. Juni 1867 trat er mit der Rede Over de waarde der wiskunde voor de beoefening der physica (Über den Wert von Mathematik für die Praxis der Physik) die Professur der mathematischen Physik an der Universität Utrecht an. Grinwis setzte den Schwerpunkt seiner Arbeit vor allem auf das Gebiet der mathematischen Physik, deren Schwierigkeiten er zu lösen suchte. So entstand 1869 eine mathematische Theorie zur Berechnung der Reibleistung. Am 3. Mai 1869 wurde er Mitglied der Königlich-Niederländischen Akademie der Wissenschaften. 1875/76 übernahm er das Rektorat der Utrechter Hochschule. 1895 musste er seine Professur aus gesundheitlichen Gründen niederlegen. Er zog nach Baarn, wo er vier Jahre später verstarb.
Grinwis war verheiratet mit Josina Johanna Baaltje van Kerkwijk.